# Carpella interrupta
Carpella interrupta är en fjärilsart som beskrevs av William Schaus 1901. Carpella interrupta ingår i släktet Carpella och familjen mätare. Inga underarter finns listade i Catalogue of Life.